# 过碳酸钠
过碳酸钠（Sodium percarbonate）又称过氧碳酸钠、过氧化碳酸钠水合物（sodium carbonate peroxyhydrate），俗称固体双氧水、爆炸盐，化学式2Na2CO3•3H2O2或Na
2H
3CO
6，是碳酸钠和过氧化氢的加成物，為无机盐，呈白色颗粒状粉末，無味，溶于水形成碳酸钠和过氧化氢，显碱性，有氧化性，可作洗衣剂的漂白劑，去茶漬、咖啡漬等污垢也很有功效。

## 结构与化学性质
过碳酸钠晶体有正交结构，有Cmca空间群。降温到零下30度以下，结构会转变为Pbca
过碳酸钠溶于水可以生成过氧化氢、钠离子和碳酸根，过氧化氢继而分解产生水和氧气
{\displaystyle {\ce {2Na2CO3*3H2O2 -> 3H2O2 + 4Na+ + 2CO3^2-}}}
{\displaystyle {\ce {2H2O2 -> 2H2O + O2}}}

## 生产
1899年俄国化学家Sebastian Moiseevich Tanatar首次制取过碳酸钠固体
过碳酸钠在工业由控制酸鹼值和浓度结晶碳酸钠和过氧化氢溶液得到在实验室也可这樣合成。
也可以用碳酸钠固体与浓过氧化氢溶液直接反应。
2004年，全世界过碳酸钠总产量大概是几千吨

## 用途
过碳酸钠通常用作洗衣粉的助剂，属氧系漂白剂（相对于氯系漂白剂的次氯酸钠），为环保漂白剂。管理鱼塘時可以有效增加溶解氧。商业常用硫酸盐和硅酸盐等物质包覆之，得到包衣的过碳酸钠来提高在洗衣粉配方对于储存稳定的要求。较传统的洗衣漂白助剂为过硼酸钠，过硼酸钠的优点在于储存稳定且与其它洗衣粉成份的配伍性能良好，这点是过碳酸钠无可比拟和不可取代。从化学结构来说，他们的本质差别在于过碳酸钠是加合物，而过硼酸钠则是键态结合产物。
在有机合成，过碳酸钠可以作为无水过氧化氢的供体，特别是用于那些不溶过碳酸钠但可溶解过氧化氢的体系过碳酸钠和三氟乙酸酐间的拜耳－维立格氧化反应原位生成三氟过氧乙酸，这方法不需浓过氧化氢